# Werner Fassel

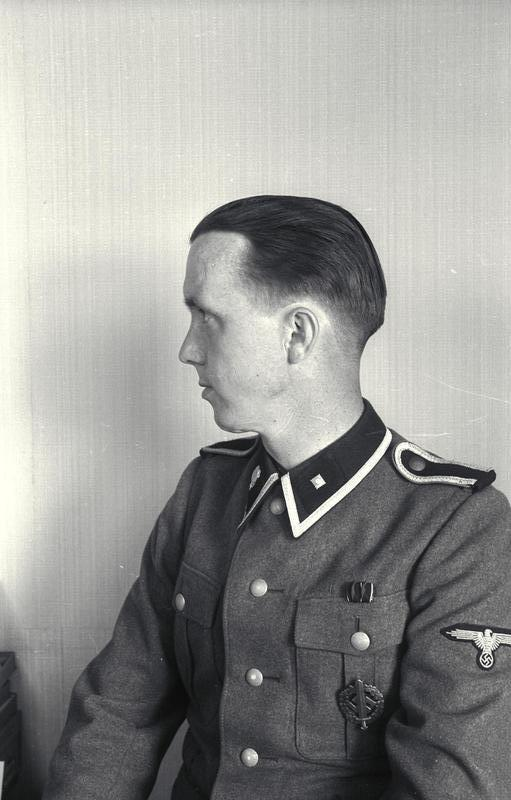
Werner Fassel

Werner Fassel (* 16. Juni 1910 in Siegen; † 6. Januar 1992 in Schwelm) war ein deutscher SS-Oberscharführer und stellvertretender Leiter der Politischen Abteilung im KZ Mauthausen.

## Leben
Werner Fassel war Sohn des Magazinverwalters Albert Fassel und dessen Frau Anna und wurde in Siegen geboren. Nach dem Besuch der Volksschule absolvierte er eine kaufmännische Lehre. Nach Abschluss der dreijährigen Lehrzeit war er für die Westfälischen Eisen- und Blechwarenwerke sowie für ein pharmazeutisches Unternehmen in Siegen als kaufmännischer Angestellter tätig. Anfang 1933 war er arbeitslos.
Im April 1933 wurde er Mitglied der SS (SS-Nummer 73.379). Zum 1. Mai 1933 trat er der NSDAP bei (Mitgliedsnummer 3.102.928). Ab April 1936 war er Angehöriger des 3. SS-Nachrichtensturmbannes. Ab 28. September 1938 nahm Fassel als Angehöriger der 3. SS-Totenkopfstandarte „Thüringen“ am Einmarsch in das Sudetenland teil. Im Mai 1939 wurde er zu einer dreimonatigen Ausbildung als Funker zu einer Nachrichtenkompanie der Luftwaffe nach Langendiebach einberufen. Im September 1939 wurde er in das KZ Mauthausen versetzt, wo er zunächst als Wachmann eingesetzt wurde. Anfang 1940 wurde er als Schreiber in die Kommandantur versetzt. Ende 1940 oder Anfang 1941 wurde er Büroleiter und damit Stellvertreter des Leiters der Politischen Abteilung, Karl Schulz. In dieser Funktion war er persönlich an Misshandlungen von Häftlingen beteiligt. Auch seine erste Frau Gisela blieb davor nicht verschont: Diese hatte sich in einen polnischen KZ-Häftling verliebt. Als Fassel davon erfuhr, erniedrigte er beide im Kreise der eigens dafür herzugerufenen SSler und deren Partnerinnen. Diese spuckten das gewaltsam entkleidete Paar an und führten es anschließend vor das Lager. Der Pole musste Fassels Frau auf dem Rücken tragen. Daraufhin stürzten sich beide in den Steinbruch und kamen so einer wohl qualvollen Exekution zuvor.
Nach dem Krieg floh Fassel gemeinsam mit anderen SS-Angehörigen und stellte sich in Steyr den US-Truppen, von denen er gefangen genommen wurde. Am 8. Juli 1945 kam er aus der Kriegsgefangenschaft frei. 1945 fand er in Schwelm eine Anstellung als Lagerarbeiter bei einer Lebensmittelgroßhandlung. Ab 1949 konnte er wieder als kaufmännischer Angestellter arbeiten. Im Jahr 1951 wurde Fassel wegen Betrugs zu einer Geldstrafe verurteilt. Im Zuge des Prozesses gegen seinen ehemaliger Vorgesetzten Karl Schulz wurde er als Zeuge vernommen. Am 29. August 1967 wurde er festgenommen, aber nach zwei Monaten aus der Untersuchungshaft entlassen. Am 24. Juli 1970 wurde er vom LG Hagen wegen Beihilfe zum Mord in 14 Fällen zu sechseinhalb Jahren Haft verurteilt. Im November 1972 wurde die Revision des Urteils vom Bundesgerichtshof abgelehnt. Er verbüßte seine Haft bis zum 4. Oktober 1978 in der Justizvollzugsanstalt Attendorn und wurde dann auf Bewährung entlassen.